# Aresh
Aresh (en népalais : अरेश) est un comité de développement villageois du Népal situé dans le district de Rolpa. Au recensement de 2011, il comptait 4 066 habitants.